# Оахака (сыр)
Оахака (исп. Queso Oaxaca) — мексиканский полутвёрдый сыр из коровьего молока. Обычно оахака белого цвета. Сыр назван в честь мексиканского штата Оахака, где он впервые был изготовлен доминиканскими монахами. В оригинале для производства сыра использовалось козье молоко, но вскоре оно стало малодоступным, и они начали использовать коровье. Процесс изготовления сыра является сложным и включает в себя растяжение сыра на длинные ленты и сплетение их между собой.

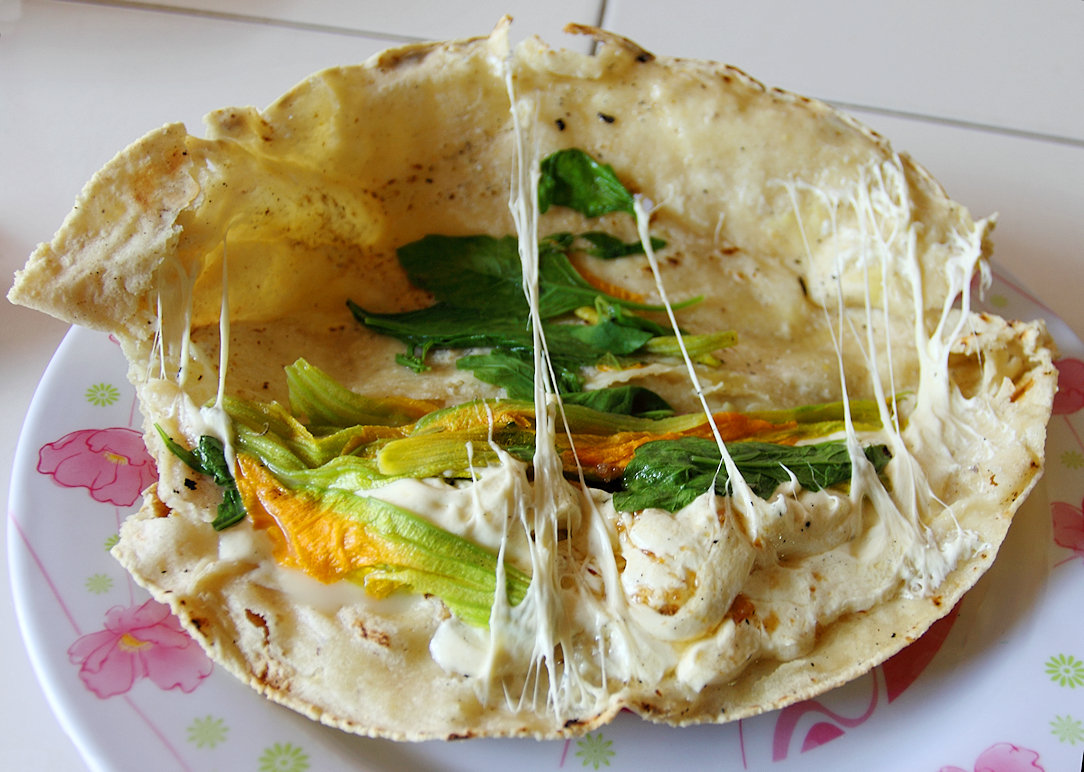
Кесадилья с сыром оахака
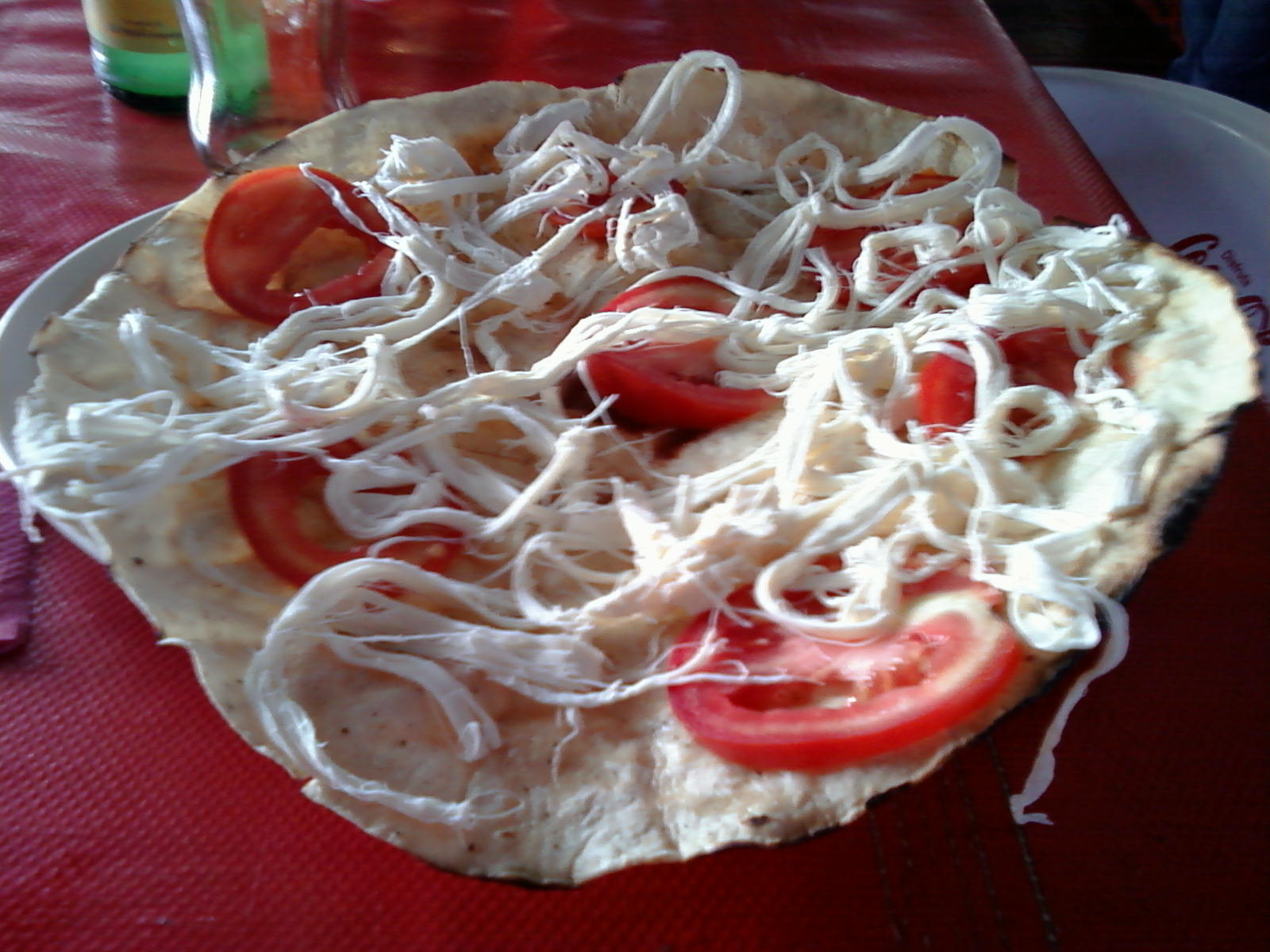
Тлаюда (исп.) с сыром оахака